# Свен Бендер
Свен Бендер (27. април 1989) професионални је немачки фудбалер који игра на позицијама централног бека и дефанзивног везног играча и тренутно наступа за Бајер Леверкузен и репрезентацију Немачке. Његов брат близанац Ларс је такође фудбалер и наступа за Бајер Леверкузен.